# 裴氏墓群
裴氏墓群，位于山西省运城市闻喜县东镇仓底村东南300米东西10米、南北宽8公里的凤凰塬上，是中华人民共和国山西省文物保护单位之一。
裴氏墓群为三晋望族裴氏祖茔地，共二百余座，高如小丘，年代跨度自汉、唐至宋，墓地未进行发掘。1986年发现唐吏部侍郎裴皓墓，墓道长39米，出土有兵马彩陶俑二十余件、瓷罐2个，墓志铭2合。

## 保护
1996年1月12日，公布为第三批山西省文物保护单位，古墓葬类，编号3-35。